# Porté-Puymorens
Porté-Puymorens (în catalană Portè) este o comună în departamentul Pyrénées-Orientales din sudul Franței. În 2009 avea o populație de 129 de locuitori.

## Evoluția populației
| An        | 1975 | 1982 | 1990 | 1999 | 2006 | 2009 |
| --------- | ---- | ---- | ---- | ---- | ---- | ---- |
| Populație | 113  | 119  | 121  | 147  | 127  | 129  |